# Bulbs
"Bulbs" es una canción del músico norirlandés Van Morrison publicada en el álbum de 1974 Veedon Fleece.
Fue escogida como cara A para el primer sencillo del álbum, y descrita como una "cancioncilla pegadiza country, una canción de Dire Straits antes de su tiempo" por el biógrafo John Collis. Al igual que otras canciones de Morrison, "Bulbs" no presenta una historia ciertamente definida, sino que está enfocada en diferentes aspectos como la inmigración a los Estados Unidos en los versos:
| "She's leaving for an American, Suitcase in her hand, I said her brothers and her sisters, Are all on Atlantic sand". | "Ella se va a América maleta en mano, Le dije que sus hermanos y hermanas estaban todos en la arena del Atlántico". |

## Historia
"Bulbs" fue originariamente grabada con diferente letra en las sesiones del álbum de 1972 Hard Nose the Highway. Tras la primera sesión de grabación de Veedon Fleece, fue trabajada en Nueva York junto con "Cul de Sac" para darle un toque más roquero. Según Jeff Labes, se debió a que "Morrison no sentía que tenía el toque correcto... Fui yo, Van y una panda de tíos con los que no deberíamos haber grabado".
Una versión en directo fue incluida en el DVD de 2006 Live at Montreux 1980/1974.

## Personal
- Van Morrison: voz
- John Tropea: guitarra
- Jeff Labes: piano
- Joe Macho: bajo
- Allen Schwarzberg: batería

## Versiones
Ellis Hooks realizó una versión de "Bulbs" en el álbum tributo a Van Morrison Vanthology: a Tribute to Van Morrison.